# فهرس غليس للنجوم القريبة
فهرس غليس للنجوم القريبة فهرس نجمي حديث لعالم الفلك الألماني ويلهلم غليسي يفهرس النجوم التي تقع ضمن مسافة 25 فرسخ فلكي (81.54 سنة ضوئية) من الأرض.

## الطبعة الأولى والملحقات
في عام 1957، نشر عالم الفلك الألماني ويلهلم غليسي أول فهرس فلكي له يحتوي على مايقرب من ألف نجم تقع ضمن مسافة 20 فرسخ فلكي (65 سنة ضوئية) من الأرض، مع إدراج خصائصها المعروفة ومرتبة بحسب مطلعها المستقيم. عينت بنود عنوان نجوم الفهرس الأول GL NNN ورقمت النجوم من 1 إلي 915 
نشر غليسي في عام 1969 تحديثا كبيرا لفهرسة الأصلي كفهرس للنجوم القريبة، ووسع نطاق مجموعة النجوم إلى 22 فرسخ فلكي (72 سنة ضوئية) لتشمل القائمة القائمة إلى 1,529 نجم. وعين النجوم تحت مسمى Gl NNN.NA ورقمها من 1.0 إلي 915.0.النجوم الجديدة التي لم تذكر في فهرس ويلهلم غليسي الأصلي عينت بأرقام كسرية للاحتفاظ بترتيب قائمة المطلع المستقيم الصحيحة.
في عام 1970 نشر ملحق للفهرس من قبل ريتشارد فان دير ريت وولي ومساعدية، ووسع نطاق مجموعة النجوم إلى 25 فرسخ فلكي (82 سنة ضوئية).

## التحسينات والطبعة الثانية
في عام 1979 نشر غليسي بالتعاون مع الفلكي الألماني هارتموت جهريس نسخة موسعة للطبعة الثانية من الفهرس وسميت هذة الطبعة من الفهرس المشترك بأسم فهرس غليسي-جهريس (GJ) (Gliese–Jahreiß -GJ).
ونشر غليسي الطبعة الثالثة (فهرس النجوم القريبة الثالث) (CNS3) في عام 1991 أيضا بالتعاون مع هارتموت جهريس والقائمة الآن تحتوي على معلومات عن أكثر من 3800 نجم. على الرغم من أن هذا الفهرس محدد بالأولي  ولا يزال هو المستخدم حاليا.

## روابط خارجية
- Gliese catalog at Heidelberg University
- GJ catalog at Heidelberg University